# Ykkönen 2004
Die Ykkönen 2004 war die elfte Spielzeit der zweithöchsten finnischen Fußballliga unter diesem Namen und die insgesamt 67. Spielzeit seit der offiziellen Einführung einer solchen im Jahr 1936. Sie begann am 6. Mai und endete am 2. Oktober 2004.

## Modus
Die 14 Mannschaften spielten an insgesamt 26 Spieltagen aufgeteilt in einer Hin- und einer Rückrunde jeweils zwei Mal gegeneinander. Der Meister stieg direkt in die Veikkausliiga 2005 auf, der Zweitplatzierte konnte über die Relegation aufsteigen.
Die letzten zwei Vereine stiegen direkt in die Kakkonen ab. Der Elfte und Zwölfte konnte in der Relegation den Abstieg vermeiden.

## Teilnehmer
Da der sportliche Absteiger FC KooTeePee Kotka durch der Übernahme des FC Jokerit von HJK Helsinki in der Veikkausliiga, durfte auch der Relegationsverlierer Gamlakarleby BK in der Ykkönen bleiben.
| Verein               | Stadt        |
| -------------------- | ------------ |
| FC Honka Espoo       | Espoo        |
| FC Viikingit         | Helsinki     |
| Gamlakarleby BK      | Kokkola      |
| Kuopion PS           | Kuopio       |
| FC Kuusankoski       | Kuusankoski  |
| JK Rakuunat          | Lappeenranta |
| IFK Mariehamn        | Mariehamn    |
| Mikkelin Palloilijat | Mikkeli      |
| VG-62 Naantali       | Naantali     |
| Närpes Kraft FF      | Närpes       |
| AC Oulu              | Oulu         |
| Pallo-Iirot Rauma    | Rauma        |
| PP-70 Tampere        | Tampere      |
| Vaasan PS            | Vaasa        |

## Abschlusstabelle
| Pl. | Verein                   | Sp. | S  | U  | N  | Tore    | Diff. | Punkte |
| --- | ------------------------ | --- | -- | -- | -- | ------- | ----- | ------ |
| 1.  | Kuopion PS (A)           | 26  | 16 | 6  | 4  | 051:220 | +29   | 54     |
| 2.  | IFK Mariehamn (N)        | 26  | 16 | 2  | 8  | 052:320 | +20   | 50     |
| 3.  | FC Honka Espoo           | 26  | 13 | 4  | 9  | 055:380 | +17   | 43     |
| 4.  | FC Viikingit             | 26  | 11 | 9  | 6  | 040:330 | +7    | 42     |
| 5.  | AC Oulu                  | 26  | 10 | 9  | 7  | 039:330 | +6    | 39     |
| 6.  | Vaasan PS                | 26  | 11 | 6  | 9  | 032:260 | +6    | 39     |
| 7.  | Mikkelin Palloilijat (N) | 26  | 9  | 11 | 6  | 046:400 | +6    | 38     |
| 8.  | JK Rakuunat              | 26  | 10 | 8  | 8  | 039:360 | +3    | 38     |
| 9.  | PP-70 Tampere            | 26  | 9  | 8  | 9  | 036:300 | +6    | 35     |
| 10. | Pallo-Iirot Rauma (N)    | 26  | 10 | 5  | 11 | 034:430 | −9    | 35     |
| 11. | VG-62 Naantali           | 26  | 9  | 6  | 11 | 034:400 | −6    | 33     |
| 12. | Närpes Kraft FF          | 26  | 6  | 6  | 14 | 037:470 | −10   | 24     |
| 13. | FC Kuusankoski           | 26  | 4  | 6  | 16 | 028:540 | −26   | 18     |
| 14. | Gamlakarleby BK          | 26  | 3  | 4  | 19 | 026:750 | −49   | 13     |

Platzierungskriterien: 1. Punkte – 2. Tordifferenz – 3. geschossene Tore

| (A) | Absteiger aus der Veikkausliiga 2003 |
| (N) | Aufsteiger                           |

## Relegation
Aufstieg
|               | Gesamt |              | Hinspiel | Rückspiel |
| ------------- | ------ | ------------ | -------- | --------- |
| IFK Mariehamn | 3:2    | FC Jazz Pori | 1:0      | 2:2       |

Mariehamn stieg in die Veikkausliiga auf.
Abstieg
|                      | Gesamt          |                 | Hinspiel | Rückspiel |
| -------------------- | --------------- | --------------- | -------- | --------- |
| Oulun Luistinseura   | 1:4             | VG-62 Naantali  | 0:1      | 1:3       |
| Kokkolan Palloveikot | 2:2 (4:1 i. E.) | Närpes Kraft FF | 1:1      | 1:1 n. V. |

Närpes Kraft stieg in die Kakkonen ab.